# (181) Eucharis
(181) Eucharis est un astéroïde de la ceinture principale découvert par Pablo Cottenot le 2 février 1878 à l'observatoire de Marseille. Son nom fait référence à la nymphe grecque Eucharis (en).

## Compléments